# Томас, Латойя
Латойя Моник Томас (англ. LaToya Monique Thomas; родилась 6 июля 1981 года, Гринвилл, штат Миссисипи, США) — американская профессиональная баскетболистка, выступавшая в женской национальной баскетбольной ассоциации. Была выбрана на драфте ВНБА 2003 года в первом раунде под общим первым номером командой «Кливленд Рокерс». Играла на позиции лёгкого форварда.

## Ранние годы
Латойя Томас родилась 6 июля 1981 года в городке Гринвилл (штат Миссисипи), а училась она там же в одноимённой средней школе, в которой выступала за местную баскетбольную команду.